# Rybarzowice (województwo śląskie)

Nieoficjalny herb wsi Rybarzowice

Rybarzowice (niem. Fischersdorf) – wieś w Polsce, położona w województwie śląskim, w powiecie bielskim, w gminie Buczkowice. Powierzchnia sołectwa wynosi 838 ha, a liczba ludności 3448, co daje gęstość zaludnienia równą 411,5 os./km².

## Części wsi
| SIMC    | Nazwa             | Rodzaj    |
| ------- | ----------------- | --------- |
| 1000404 | Bigosy            | część wsi |
| 1000427 | Bór               | część wsi |
| 1000433 | Kępa              | część wsi |
| 1000440 | Kowale            | część wsi |
| 1000500 | Pod Godziszką     | część wsi |
| 1000539 | Podkępie          | część wsi |
| 1000551 | Rybarzowice Dolne | część wsi |
| 1000568 | Rybarzowice Górne | część wsi |
| 1000574 | Skibory           | część wsi |
| 1000597 | Skład             | część wsi |
| 1000670 | Za Wodą           | część wsi |
| 1000692 | Zakępy            | część wsi |

## Historia
Pierwsza wzmianka jako Ribarzowice w parafii Radziechowy pochodzi z rejestru poborowego powiatu śląskiego z 1581. W 1592 wzmiankowana pod niemiecką nazwą Fischendorf, co związane jest z bliskością bielsko-bialskiej wyspy językowej.
W 1595 roku wieś położona w powiecie śląskim województwa krakowskiego była własnością kasztelana sądeckiego Krzysztofa Komorowskiego. 
Po rozbiorach Rybarzowice znalazły się w zaborze austriackim, wchodząc w skład Królestwa Galicji i Lodomerii. Od 1867 w granicach powiatu bialskiego. Według austriackiego spisu ludności z 1900 w 223 budynkach w Rybarzowicach na obszarze 885 hektarów (gemeinde i gutsgebiete) mieszkało 1536 osób (gęstość zaludnienia 173,6 os./km²), z czego 1525 (99,3%) było katolikami a 11 (0,7%) wyznawcami judaizmu, zaś 1529 (99,5%) było polskojęzycznymi.
Podczas II wojny światowej włączony do powiatu Bielitz w III Rzeszy pod nazwą Fischersdorf, planowano też zmienić nazwę na Fischendorf. Po wojnie przywrócony Polsce.
W latach 1975–1998 miejscowość administracyjnie należała do województwa bielskiego.

## Zabytki
- "Gruby Dąb" (wiąże się z nim legenda, że król Polski Jan III Sobieski odpoczywał pod nim, kiedy szedł na odsiecz do Wiednia)
- Stary Młyn,
- Pomnik Niepodległości (pochodzi z dwudziestolecia międzywojennego, w czasie II wojny światowej płyta z nagrobka była przechowywana w domach prywatnych, obecnie został odnowiony na uroczystość 11 listopada 2008. Inicjatorem odnowienia była OSP Rybarzowice przy wsparciu mieszkańców, ks. Władysława Urbańczyka, powiatu bielskiego i gminy Buczkowice).

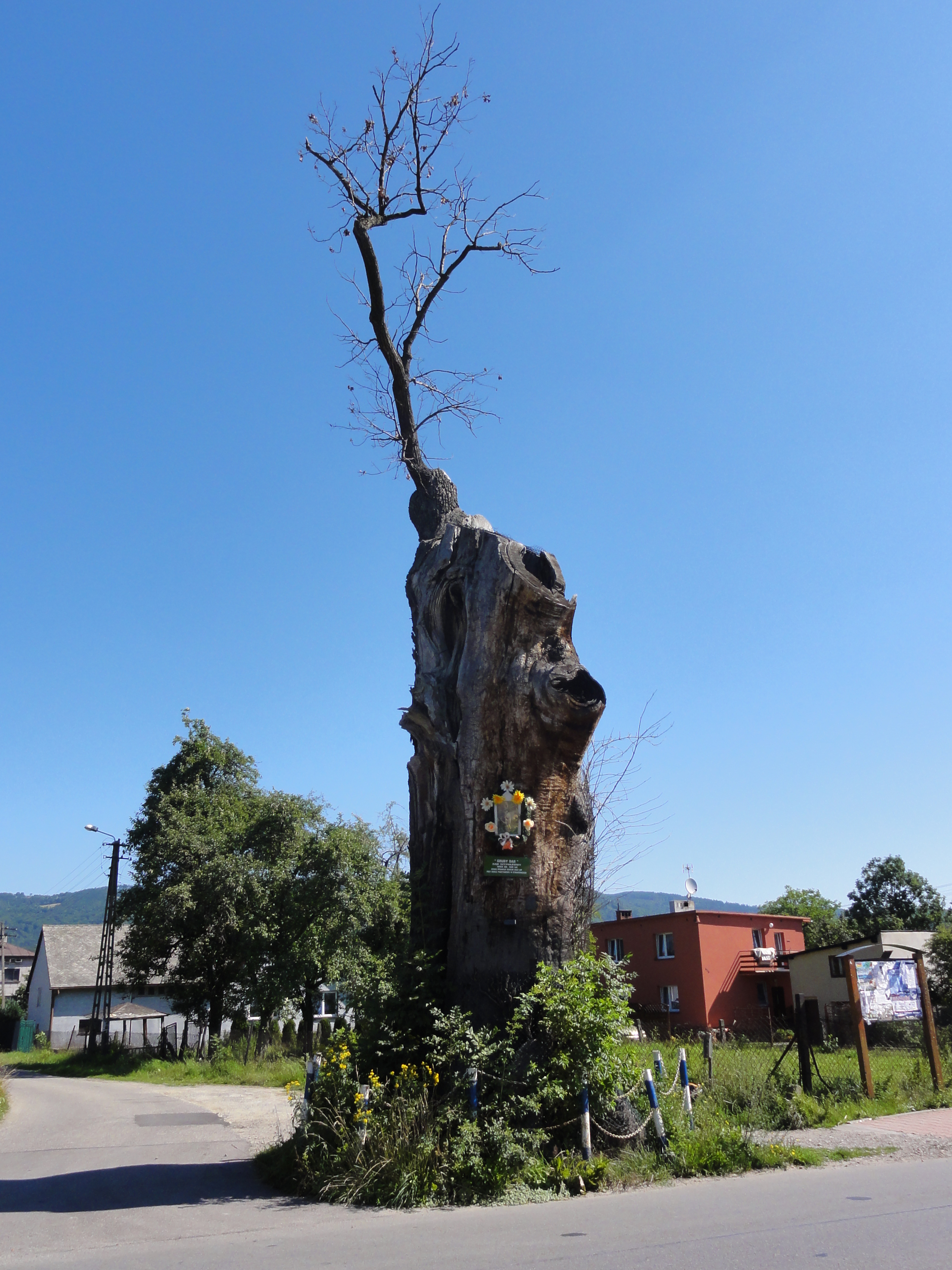
Gruby Dąb
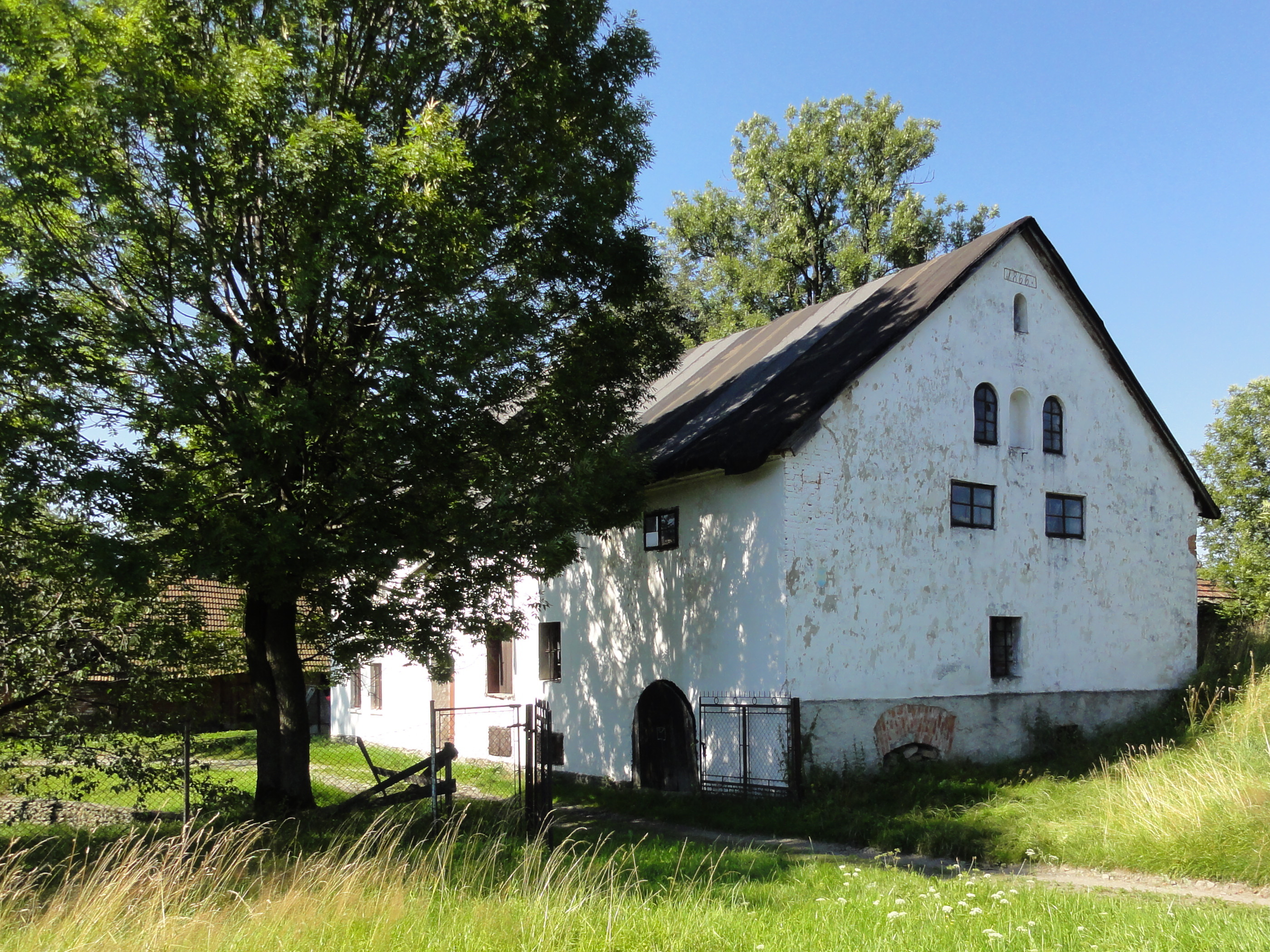
Zabytkowy dom z młynem
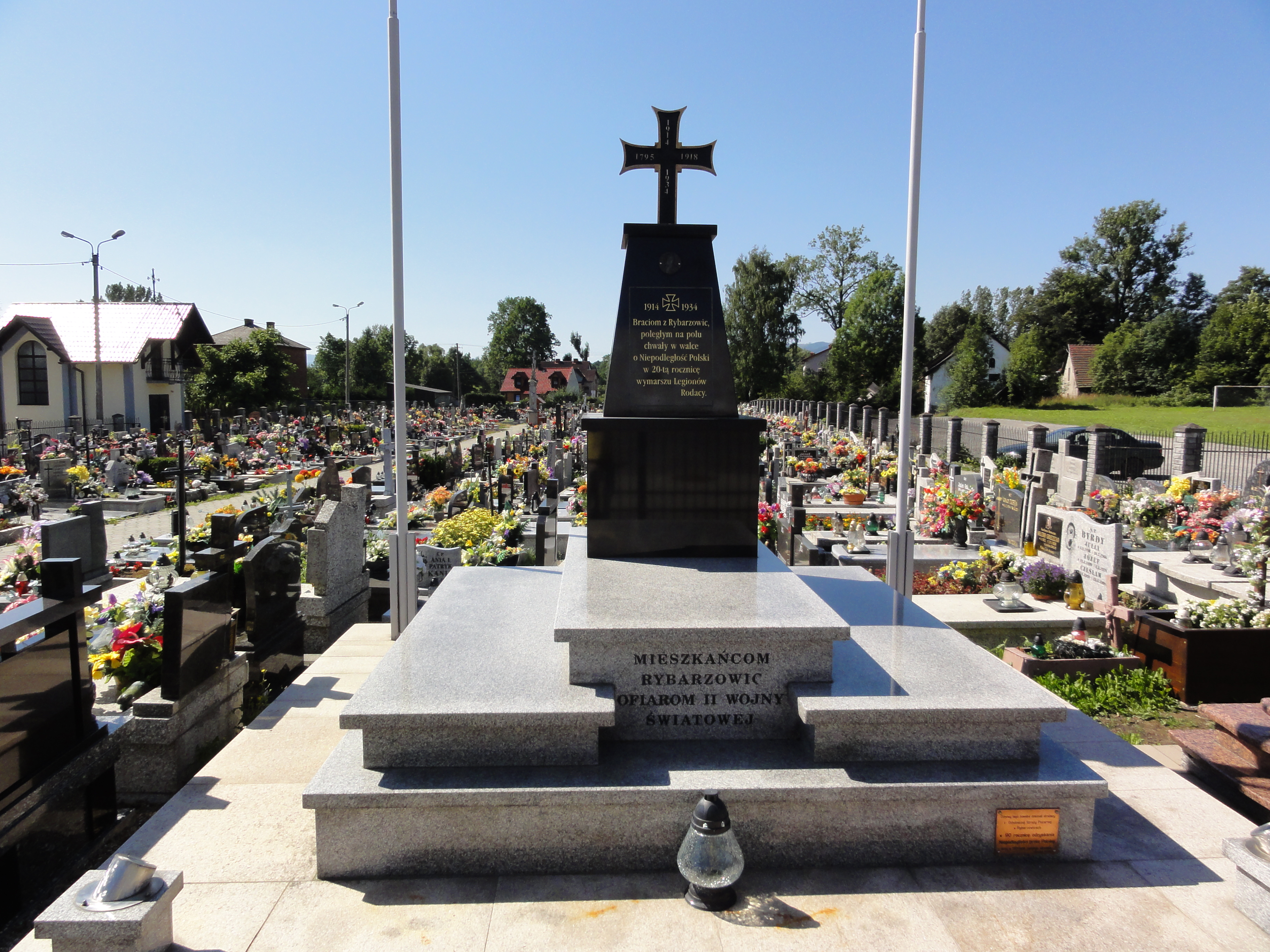
Pomnik Niepodległości

## Religia
Na terenie wsi działalność duszpasterską prowadzi Kościół Rzymskokatolicki (parafia Matki Bożej Pocieszenia).

## Edukacja i sport
W Rybarzowicach znajduje się przedszkole publiczne oraz publiczna szkoła – Szkoła Podstawowa nr 3 im. Bolesława Chrobrego.
We wsi działa KS Iskra założony w 2007 r.
Od 2010 r. trwała budowa hali sportowej, która została zakończona w 2012 r.

## Transport
W 2015 w miejscowości zarejestrowano lądowisko śmigłowcowe.

## Urodzeni w Rybarzowicach
- Ludwik Dobija (1873–1944), poseł do parlamentu wiedeńskiego i Sejmu